# Zuzana Kocumová
Zuzana Kocumová (* 26. Mai 1979 in Liberec) ist eine ehemalige tschechische Skilangläuferin.

## Werdegang
Kocumová trat international erstmals bei den Europäischen Olympischen Winter-Jugendtagen 1995 in Andorra la Vella in Erscheinung. Dort holte sie die Goldmedaille über 7,5 km klassisch. Im folgenden Jahr startete sie in Nové Město erstmals im Weltcup und errang dabei den 41. Platz über 10 km klassisch. Bei den Junioren-Weltmeisterschaften 1996 in Asiago kam sie auf den 17. Platz über 15 km Freistil und auf den 11. Rang über 5 km klassisch. In der Saison 1996/97 wurde sie bei den Junioren-Weltmeisterschaften 1997 in Canmore Sechste über 5 km klassisch, Fünfte über 15 km Freistil und Vierte mit der Staffel und holte bei den nordischen Skiweltmeisterschaften 1997 in Trondheim mit dem 23. Platz in der Verfolgung ihre ersten Weltcuppunkte. Zudem lief sie dort auf den 39. Platz über 30 km klassisch, auf den 36. Rang über 5 km klassisch und auf den fünften Platz mit der Staffel. In der folgenden Saison gewann sie bei den Junioren-Weltmeisterschaften 1998 in Pontresina die Bronzemedaille über 5 km Freistil und belegte bei den Olympischen Winterspielen 1998 in Nagano den 59. Platz über 5 km klassisch, den 41. Rang in der Verfolgung und den 35. Platz über 30 km Freistil. Zudem wurde sie dort zusammen mit Jana Šaldová, Kateřina Neumannová und Kateřina Hanušová Sechste in der Staffel. Nach Platz 16 im Sprint beim Weltcup in Mailand und Rang vier in Nové Město mit der Staffel zu Beginn der Saison 1998/99 holte sie bei der Winter-Universiade 1999 in Štrbské Pleso die Silbermedaille mit der Staffel. Außerdem wurde sie dort Achte über 5 km klassisch und Fünfte in der Verfolgung. Bei den Junioren-Weltmeisterschaften 1999 in Saalfelden am Steinernen Meer gewann sie die Goldmedaille über 15 km Freistil und errang den fünften Platz über 5 km klassisch. Beim Saisonhöhepunkt, den nordischen Skiweltmeisterschaften 1999 in Ramsau am Dachstein, lief sie auf den 45. Platz über 5 km klassisch, auf den 27. Rang in der Verfolgung und auf den siebten Platz mit der Staffel. In der Saison 1999/2000 kam sie zehnmal in die Punkteränge und erreichte mit dem 36. Platz im Gesamtweltcup ihr bestes Gesamtergebnis. In der folgenden Saison errang sie mit neun Ergebnissen in den Punkterängen den 46. Platz im Gesamtweltcup und erreichte in Engelberg mit dem 12. Platz im Sprint ihr bestes Einzelergebnis im Weltcup. Bei den nordischen Skiweltmeisterschaften 2001 in Lahti belegte sie den 34. Platz in der Doppelverfolgung, den 23. Rang über 15 km klassisch und den achten Platz mit der Staffel. Ihr letztes Weltcuprennen absolvierte sie im März 2001 in Falun, welches sie auf dem 43. Platz über 10 km klassisch beendete. Von 2008 bis 2018 nahm sie an Worldloppetrennen teil. Dabei errang sie in der Saison 2008/09 jeweils den dritten Platz beim Isergebirgslauf und beim Tartu Maraton und erreichte damit den neunten Platz in der Gesamtwertung des Marathon-Cups. In den Jahren 2017 und 2018 wurde sie jeweils Dritte beim Bieg Piastów.

## Erfolge

### Teilnahmen an Weltmeisterschaften und Olympischen Winterspielen

#### Olympische Winterspiele
- 1998 Nagano: 6. Platz Staffel, 35. Platz 30 km Freistil, 41. Platz 10 km Verfolgung, 59. Platz 5 km klassisch

#### Nordische Skiweltmeisterschaften
- 1997 Trondheim: 5. Platz Staffel, 23. Platz 10 km Verfolgung, 36. Platz 5 km klassisch, 39. Platz 30 km klassisch
- 1999 Ramsau: 7. Platz Staffel, 27. Platz 10 km Verfolgung, 44. Platz 5 km klassisch
- 2001 Lahti: 8. Platz Staffel, 23. Platz 15 km klassisch, 34. Platz 10 km Doppelverfolgung

### Weltcup-Gesamtplatzierungen
| Saison    | Gesamt | Gesamt | Sprint | Sprint | Mitteldistanz | Mitteldistanz | Langdistanz | Langdistanz |
| Saison    | Punkte | Platz  | Punkte | Platz  | Punkte        | Platz         | Punkte      | Platz       |
| --------- | ------ | ------ | ------ | ------ | ------------- | ------------- | ----------- | ----------- |
| 1996/97   | 8      | 68.    | -      | -      | -             | -             | -           | -           |
| 1998/99   | 26     | 51.    | 15     | 58.    | -             | -             | 7           | 48.         |
| 1999/2000 | 84     | 36.    | 30     | 34.    | 46            | 28.           | 8           | 50.         |
| 2000/01   | 78     | 46.    | 58     | 26.    | -             | -             | -           | -           |